# Ebbe Kornerup
Ebbe Erland Kornerup, född den 20 februari 1874 i Roskilde, död den 6 maj 1957 i Köpenhamn, var en dansk författare och målare, son till Jacob Kornerup.
Kornerup gick på konstakademien 1895–1899 och var elev av Willumsen och Zahrtmann. Han förde ett kringflackande liv på resor hela jorden runt och återgav sina intryck därifrån dels i målningar, dels i en rad halvt estetiska, halvt etnografiska arbeten, bland annat Sydhavsøen (1917), Australia (1918), Ecuador (1919), Peru (1920), Indien (1921) och Nye Japan (1922).